# 제야강

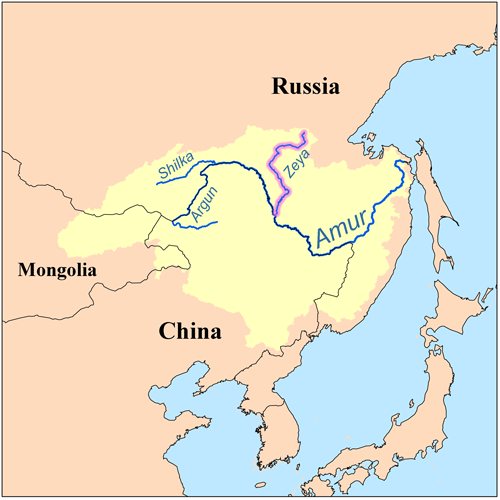

제야강(러시아어: Зе́я) 일명 징키리강(만주어: ᠵᡳᠩᡴᡳᡵᡳ
ᠪᡳᡵᠠ Jingkiri Bira)은 길이 1242 km의 아무르강의 남쪽으로 흐르는 강이다. 스타노보이산맥에서 발원을 한다. 제야강에서 가까운 곳은 블라고베셴스크이다.
제야강의 우안의 지류는 토크강, 물무가강, 브랸타강, 길류이강, 우르칸강, 좌안의 지류는 쿠푸리강, 아르기강, 데프강, 셀렘자강, 톰강이다. 11월~5월 사이에 얼어 버린다.